# Paul G. Tremblay
Paul Gaetan Tremblay (Aurora, 30 giugno 1971) è uno scrittore statunitense.

## Biografia
Nato nel 1971 ad Aurora, in Colorado, vive a Boston, nel Massachusetts.
Dopo la laurea in matematica, ha insegnato nei licei ed è stato allenatore di pallacanestro ed editor per la casa editrice "Chizine".
Il suo primo racconto, The King Bee, è apparso in antologia nel 2001 e in seguito ha dato alle stampe 6 romanzi, quattro raccolte di racconti e un'opera firmata con lo pseudonimo "P. T. Jones".
Nella giuria del Premio Shirley Jackson, ha ottenuto numerosi riconoscimenti nel campo dell'horror e della fantascienza tra i quali si ricordano i due premi Bram Stoker al romanzo: nel 2015 per Nel buio della mente e nel 2018 per La casa alla fine del mondo.

## Opere (parziale)

### Serie Mark Genevich
- The Little Sleep (2009)
- No Sleep till Wonderland (2010)

### Altri romanzi
- Swallowing a Donkey's Eye (2012)
- Nel buio della mente (A Head Full of Ghosts, 2015), Milano, Nord, 2017 traduzione di Anna Ricci ISBN 978-88-429-2871-3.
- Disappearance at Devil's Rock (2016)
- La casa alla fine del mondo (The Cabin at the End of the World, 2018), Milano, Mondadori, 2022 traduzione  Matteo Curtoni e Maura Parolini  ISBN 978-88-047-3989-0.

### Racconti
- Compositions for the Young and Old (2005)
- City Pier: Above and Below (2007)
- In the Mean Time (2010)
- Growing Things and Other Stories (2019)

#### Opere firmate P. T. Jones
- Floating Boy and the Girl Who Couldn’t Fly con Stephen Graham Jones (2014)

## Adattamenti cinematografici
- Bussano alla porta (Knock at the Cabin), regia di M. Night Shyamalan (2023) dal romanzo La casa alla fine del mondo[5]

## Premi e riconoscimenti
- Premio Bram Stoker al romanzo: 2015 per Nel buio della mente e 2018 per La casa alla fine del mondo
- August Derleth Award: 2017 per Disappearance at Devil's Rock
- Premio Locus per il miglior romanzo dell'orrore e dark fantasy: 2019 per La casa alla fine del mondo[6]